# Guglielmo I di Narbona
Guglielmo I di Narbona (Narbona, 1364 circa – Narbona, 1397) è stato visconte di Narbona dal 1382 al 1397.

## Origine
Guglielmo, sia secondo la Gran Enciclopèdia Catalana, che secondo Anselme de Sainte-Marie nella Histoire généalogique et chronologique de la maison royale de France, des pairs, grands officiers de la Couronne, de la Maison du Roy et des anciens barons du royaume.... Tome 7 / par le P. Anselme era il figlio maschio primogenito del Visconte di Narbona, Aimerico VI e della sua terza moglie, Beatrice d'Arborea, che era figlia del Giudice d’Arborea Mariano IV e di sua moglie Timbora di Roccaberti, nel 1363. 

Aimerico VI di Narbona, sia secondo la Gran Enciclopèdia Catalana, che secondo Anselme de Sainte-Marie nella Histoire généalogique et chronologique de la maison royale de France, des pairs, grands officiers de la Couronne, de la Maison du Roy et des anciens barons du royaume.... Tome 7 / par le P. Anselme era il figlio secondogenito del Visconte di Narbona, Aimerico V e della moglie, Caterina di Poitiers-Valentinois, che era figlia di Aymar IV de Poitiers, conte di Valentinois e della sua seconda moglie, Margherita di Ginevra, come da documento n° REG 0/0/1/1266 degli Archives de l'Abbaye de Saint-Maurice. 

## Biografia
Destinato sin dalla nascita a reggere il viscontado di Narbona aveva sostenuto il padre nella contrattazione dell'alleanza con Giovanni, conte d'Armagnac..
Secondo la Gran Enciclopèdia Catalana, Guglielmo affiancò il padre contro gli Inglesi nella guerra dei cent'anni.
Suo padre, il Visconte di Narbona, Aimerico VI morì, a circa sessant'anni, nel 1382 e fu inumato nell'Abbazia di Sainte-Marie de Fontfroide di Narbona; sulla lapide fu ricordato come Aimerico visconte e signore di Narbona e ammiraglio di Francia.

Guglielmo gli succedette come Guglielmo I di Narbona].
Guglielmo, nel 1385, secondo Anselme de Sainte-Marie, fu nominato gran ciambellano del re di Francia, Carlo VI, come conferma anche la Historia genealogica de la casa de Lara, tomo I.
Ancora secondo la Gran Enciclopèdia Catalana, Guglielmo, nel 1388, stipulò un'alleanza col conte d'Armagnac, Giovanni III.
Guglielmo, nel 1397, secondo Anselme de Sainte-Marie, fece testamento chiedendo di essere sepolto nell'abbazia Santa Maria di Lagrasse. Il testamento fu redatto nell'abbazia di Sainte-Marie de Fontfroide, dove tuttora, nella cripta, si trova la sua tomba. Scelse poi i tutori dei suoi figli, nella schiera dei nobilissimi della Linguadoca..

Guglielmo, morì in quello stesso anno e gli succedette il figlio primogenito, Guglielmo.

## Matrimonio e discendenza
Guglielmo aveva sposato Guèrine de Rogier-Beaufort de Canillac, figlia di Marquis di Beaufort, signore di Canillac e Caterina, figlia del delfino Beraldo I d'Alvernia.
Guglielmo da Guèrine ebbe due figli:
- Guglielmo (1383 circa - 17 agosto 1424), futuro giudice d'Arborea e visconte[2];
- Aimerico (1397/98- 1414/15), morto in Sardegna a 16 o 17 anni[2].

### Fonti primarie
- (LA)  (FR)  Archives historiques de l'Abbaye de Saint-Maurice.
- (FR)  Histoire généalogique et chronologique de la maison royale de France, tome 7.
- (ES)  #ES Historia genealogica de la casa de Lara, tomo I.

### Letteratura storiografica
- Francesco Cesare Casula, Storia di Sardegna, Delfino Carlo Editore, 1994, ISBN 978-8871380636
- Francesco Cesare Casula, L.L. Brook, M.M. Costa, A.M. Oliva, R. Pavoni, M. Tangheroni, Genealogie medioevali in Sardegna, Cagliari, Due D Editrice Mediterranea, 1984
- (FR)  Jacques-Alphonse Mahul, Cartulaire et archives Des communes de l'ancien diocèse et l'arrondissement administratif de Carcassonne, Paris, V. Didron/Dumoulin, vol. II, 1859, p.366.